# جيم ويفر
جيم ويفر (بالإنجليزية: James C. Weaver)‏ هو مدرب رياضي أمريكي، ولد في 5 مارس 1945 في هاريسبرج في الولايات المتحدة، وتوفي في 1 يوليو 2015 في بلاكسبرغ في الولايات المتحدة بسبب مرض باركنسون.